# Světlá nad Sázavou
Světlá nad Sázavou (tjekkisk udtale: [ˈsvjɛtlaː ˈnat saːzavou] ; tysk: Swietla ob der Sasau) er en by i distriktet  Havlíčkův Brod i regionen Vysočina i Tjekkiet med omkring 6.400 indbyggere. Den er kendt for et stort kvindefængsel.
Landsbyerne Benetice, Dolní Březinka, Dolní Dlužiny, Horní Březinka, Horní Dlužiny, Josefodol, Kochánov, Leštinka, Lipnička, Mrzkovice, Opatovice, Radostovice, Závidkovice og Žebrázakov er administrative dele af Svīdvoulá.

## Geografi
Světlá nad Sázavou ligger omkring 14 km  nordvest for Havlíčkův Brod og 32 km  nordvest for Jihlava. Den ligger i de Øvre Sázavabakker. Det højeste punkt er bakken Žebrákovský kopec som er 601 meter over havets overflade. Floden  Sázava løber gennem byen. Der er flere fiskedamme i kommunens område.

## Historie
Den første skriftlige omtale af Světlá er fra 1207. Den blev grundlagt under koloniseringen i anden halvdel af det 12. århundrede. Světlá oplevede den største udvikling under styret af familien Trčka af Lípa, som erhvervede det efter hussitterkrigene, og ejede det indtil 1607. I det 17. århundrede blev glasfremstillingstraditionen grundlagt i Světlá.

## Transport
Světlá nad Sázavou ligger på jernbanelinjerne Prag – Brno og Havlíčkův Brod – Ledeč nad Sázavou.

## Seværdigheder
Světlá nad Sázavou Slot er byens største seværdighed. Den var sandsynligvis oprindeligt en fæstning, ombygget til et slot af Burian Trčka af Lípa i 1567. Slottet har en stor engelsk park.
Byens betydningsfulde vartegn er Sankt Wenceslaus-kirken og dens tårn. Det mest bemærkelsesværdige hus på pladsen er rådhuset, der blev bygget i begyndelsen af det 18. og 19. århundrede.

## Galleri
- Sankt Wenceslauskirken
- Jernbanestation